# Le Cailar
Le Cailar é uma comuna francesa na região administrativa de Occitânia, no departamento de Gard. Estende-se por uma área de 30,01 km². Em 2010 a comuna tinha 2 438 habitantes (densidade: 81,2 hab./km²).